# ورکو (مینه‌سوتا)
ورکو، مینه‌سوتا (به انگلیسی: Varco, Minnesota) یک محدوده ثبت‌نشده در ایالات متحده آمریکا است که در شهرستان مور، مینه‌سوتا واقع شده‌است.

## خصوصیات
ورکو ۳۶۶٫۰۷ متر بالاتر از سطح دریا واقع شده‌است.